# Габдуллин, Серик Габдуллинович
Се́рик Габдуллинович Габду́ллин (1937—2014) — казахстанский поэт, писатель и общественный деятель.

## Биография
Родился 17 августа 1937 года в селе Чимкура Уланского района.
- В 1957 году окончил среднюю школу и начал работать в колхозе им. Джамбула. Затем работал заведующим клубом села Чимкура.
- 1966 год — окончил факультет казахского языка и литературы Казахского Государственного университета.
- 1990 год — в редакции газет «Коммунизм туы» (нынешн. «Дидар»)
- 1991—1995 годы — председатель общества «Казак тілi».
- 1995 год — заместитель секретаря областного отделения Союза писателей Казахстана.
- 2007 год — главный редактор журнала «Ак Ертис»[2]

## Труды
- 1975 — первый сборник стихов «Коктем лебi» (Дыхание весны) (стихи и баллады).
- 1978 — «Буктырма сарыны» (Бухтарминские напевы) (стихи и баллады).
- 1982 — «Коктем — кoкорім шагым» (Весна — молодость моя) — сборник стихов.
- 1991 — книга «Ак босага».
- 1995 — книга «Жылдардан жеткен жангырык».

## Награды
30 июня 2009 года награждён — Знаком «Қазақстанның құрметті журналисі» решением правления Союза журналистов Казахстана